# Dicranota bicornigera
Dicranota bicornigera är en tvåvingeart som beskrevs av Evgenyi Nikolayevich Savchenko 1978. Dicranota bicornigera ingår i släktet Dicranota och familjen hårögonharkrankar. Inga underarter finns listade i Catalogue of Life.